# Josep Argemí Renom
Josep Argemí Renom (Sabadell, 29 de agosto de 1945) es un pediatra español. Fue Rector de la Universidad Internacional de Cataluña desde 2001 hasta 2010.

## Biografía
Se licenció en Medicina y Cirugía por la Universidad de Navarra en 1968, y obtiene la especialidad en Pediatría. En 1971 se doctora con una tesis dirigida por Manuel Bueno.
Desde septiembre de 2010 es el director del Instituto de Estudios Superiores de Bioética de la Universidad Internacional de Cataluña.